# Veaceslav Posmac
Veaceslav Posmac est un footballeur international moldave né le 7 novembre 1990 à Chișinău. Il évolue actuellement au poste de défenseur au Boluspor.

## Carrière

### En club
Veaceslav Posmac commence sa carrière en 2009 avec le FC Sfintul Gheorghe. Lors de la saison 2010-2011, il dispute l’intégralité des trente-neuf matchs de championnat.
À la suite de la relégation du FC Sfintul en Divizia A, Posmac signe en faveur du FC Dacia Chișinău au début de saison 2012-2013.
Le 4 juillet 2017, il signe au Sheriff Tiraspol.

### En équipe nationale
Veaceslav Posmac est international moldave depuis le 14 juin 2013 et un match amical contre le Kirghizistan. Le 15 janvier 2014, il inscrit son premier but international contre la Norvège. Il totalise soixante sélections en équipe de Moldavie.

## Statistiques
| Saison    | Club                | Division          | Championnat         | Coupe nationale | Coupes d’Europe | Sélection Moldavie |
| --------- | ------------------- | ----------------- | ------------------- | --------------- | --------------- | ------------------ |
| 2009-2010 | FC Sfintul Gheorghe | Divizia Națională | 26 matchs / 1 but   | -               | -               | -                  |
| 2010-2011 | FC Sfintul Gheorghe | Divizia Națională | 39 matchs / 3 buts  | -               | -               | -                  |
| 2011-2012 | FC Sfintul Gheorghe | Divizia Națională | 31 matchs / 1 but   | -               | -               | -                  |
| 2012-2013 | FC Dacia Chișinău   | Divizia Națională | 24 matchs / 1 but   | 1 match         | -               | 1 match            |
| 2013-2014 | FC Dacia Chișinău   | Divizia Națională | 30 matchs / 1 but   | 2 matchs        | 4 matchs (C3)   | 6 matchs / 1 but   |
| Total     |                     |                   | 150 matchs / 7 buts | 3 matchs        | 4 matchs        | 7 matchs / 1 but   |

Dernière mise à jour le 2 juin 2014